# Dick Farley
Richard Lawrence Farley, detto Dick (Winslow, 13 aprile 1932 – Fort Wayne, 1º ottobre 1969), è stato un cestista statunitense, professionista nella NBA.

## Carriera
Venne selezionato dai Syracuse Nationals al secondo giro del Draft NBA 1954 (15ª scelta assoluta).

## Palmarès
- Campione NCAA (1953)
- Campionato NBA: 1

Syracuse Nationals: 1955